# 侯榕生 (足球運動員)
侯榕生（1917年—？），綽號「猴子」，香港足球運動員。三十年代於光華出道，此後曾效力南華、星島、東方、傑志、九巴等球隊，直至五十年代中期退役。他曾為港隊上陣超過五十場，也曾代表中華民國參加1948年夏季奧林匹克運動會足球比賽等國際賽事，並協助球隊獲得1954年馬尼拉亞運足球金牌。